# Požeška kotlina
Požeška kotlina okružena je slavonskim gorjem: Psunjem, Papukom, Krndijom, Diljem i Požeškom gorom. Posebno je zanimljiv sjeverni planinski masiv Papuk, koji svojim grebenima i vrhovima od istočne Tromeđe (713 m) iznad Kutjeva preko glavnog vrha Papuka (953 m) sve do zapadnog Petrovog vrha (615 m) kraj Daruvara štiti kotlinu od sjevernih vjetrova, te čini na južnim padinama klimu blažom nego u samoj Požeškoj kotlini.
Slavonsko gorje nastalo je tektonskim poremećajima, nabiranjem tla i formiranjem gorskih sklopova sastavljenih od granita, gnajsa, kristaličnih škriljevaca i eruptivnog kamenja. Podno tih masiva došlo je do pojave termalnih voda. Posebno su zanimljiva izvorišta tople vode u predjelu Velike. Kasnije erozije tla oborinskim i tekućim vodama formirale su u tom masivu brojne usjeke i vododerine, što je pridonijelo bogatstvu reljefa kao i raznolikosti samog terena. Reljefno gledano brdoviti predio Slavonije unatoč svojoj kompaktnosti omogućio je izgradnju dobrih komunikacija sjeverne Podravske nizine s Požeškom dolinom kao i južnom Panonijom.